# Johnny Bond
Johnny Bond (* 1. Juni 1915 als Cyrus Whitfield Bond in Enville, Oklahoma; † 12. Juni 1978) war ein US-amerikanischer Country-Sänger und Songwriter der auch als „Singing Cowboy“ in zahlreichen Western-Filmen der vierziger und fünfziger Jahre zu sehen war.

## Leben

### Anfänge
Nach Ende seiner Schulzeit ging Johnny Bond nach Oklahoma City, wo er auf Jimmy Wakely und Scotty Harrell traf und mit ihnen die Band Bell Boys gründete. Bei einer lokalen Radiostation verdienten sie erstes Geld. 1939 traten die drei Musiker in einem Roy-Rogers-Film auf. In der Hoffnung auf eine Karriere im Filmgeschäft zog das Trio anschließend nach Kalifornien.
In Los Angeles wurden sie von Gene Autry für seine Radioshow Melody Ranch engagiert. Sie arbeiteten als dessen Begleitmusiker, bis die Show 1956 abgesetzt wurde.

### Karriere
Parallel zu seinen Auftritten in der Melody-Ranch-Show versuchten sich Bond und Jimmy Wakely als Solisten. Bond begann 1941 für das Columbia-Label Schallplatten einzuspielen. Immer wieder übernahm er kleinere Filmrollen, meist an Seite Autrys oder des zum Hauptdarsteller aufgestiegenen Wakeley. Da seine Stimme nicht als genügend ausdrucksstark wahrgenommen wurde, waren die Verkaufszahlen seiner Platten nicht sonderlich überzeugend. Dennoch gelangen ihm einige Top-10-Hits, z. B. Oklahoma Waltz, Love Song in 32 Bars und Divorce Me C.O.D. Als Songwriter war er erfolgreicher, bekannte Titel wie Tomorrow Never Comes oder Cimarron stammen aus seiner Feder.

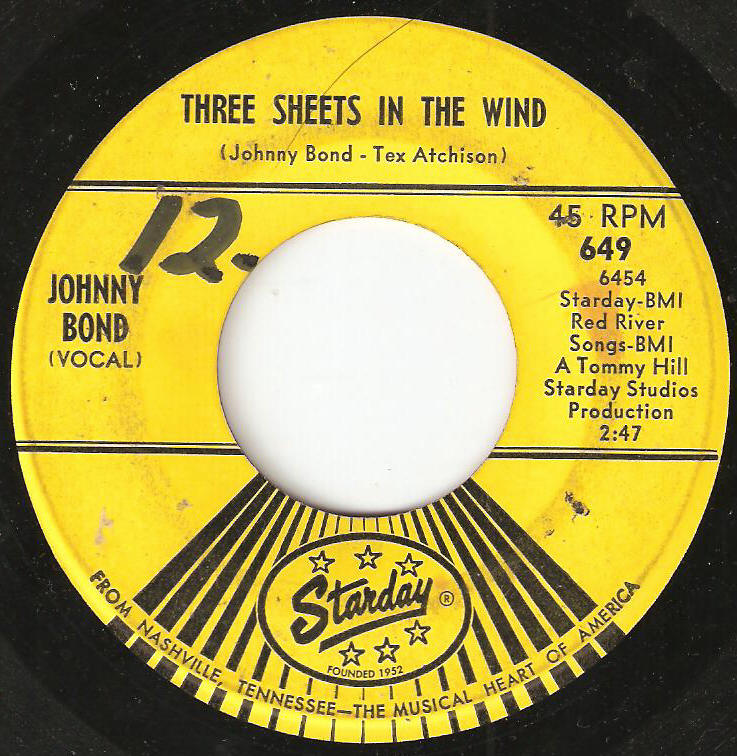
Three Sheets in the Wind, 1963

1951 lief sein Schallplattenvertrag mit Columbia aus. Er wechselte einige Male das Label, konnte sich aber zunächst nicht mehr in den Charts platzieren. Erst 1964, nach mehr als zehnjähriger Unterbrechung, gelang ihm mit Ten Little Bottles ein Comeback: Der Song, den er zuvor bereits erfolglos für das Columbia-Label eingespielt hatte, rückte bis auf Platz zwei der Country-Charts vor. Seine nächsten Singles befassten sich ebenfalls mit dem Thema Trinken und Alkohol und prägten nachhaltig sein Image.
Auch in den siebziger Jahren produzierte er Schallplatten. Außerdem begann er Bücher zu schreiben. Er verfasste Biographien über Gene Autry (nie veröffentlicht) und Tex Ritter und arbeitete an einem Werk über Western Musik. Von 1969 bis 1970 war er als Nachfolger von Tex Ritter Präsident der Academy of Country Music. 1970 wurde Bond mit der Aufnahme in die Nashville Songwriters Hall of Fame geehrt.
Johnny Bond starb am 12. Juni 1978. 1990 wurde er postum in die Western Music Association Hall of Fame und im Jahre 1999 in die Country Music Hall of Fame aufgenommen.

## Diskografie

### Alben
| Jahr | Titel              | Höchstplatzierung, Gesamtwochen, AuszeichnungChartplatzierungen (Jahr, Titel, Platzierungen, Wochen, Auszeichnungen, Anmerkungen) | Höchstplatzierung, Gesamtwochen, AuszeichnungChartplatzierungen (Jahr, Titel, Platzierungen, Wochen, Auszeichnungen, Anmerkungen) | Anmerkungen |
| Jahr | Titel              | US | Country | Anmerkungen |
| ---- | ------------------ | --- | --- | ----------- |
| 1965 | Ten Little Bottles | US142 (3 Wo.)US | Country12 (8 Wo.)Country |             |

Weitere Alben
- 1961: That Wild, Wicked But Wonderful West
- 1964: Hot Rod Lincoln-Three Sheets In The Wind
- 1965: Famous Hot Rodders I Have Known
- 1966: The Man Who Comes Around
- 1966: Bottles Up
- 1967: Ten Nights In A Barroom
- 1967: Little Ole Wine Drinker Me
- 1968: Drink Up And Go Home
- 1969: Great Songs Of The Delmore Brothers
- 1970: Something Old, New, Patriotic And Blue
- 1971: Here Come The Elephants
- 1971: Three Sheets In The Wind
- 1974: How I Love Them Old Songs
- 1975: Rides Again

### Singles
| Jahr | Titel Album                                                         | Höchstplatzierung, Gesamtwochen, AuszeichnungChartplatzierungen (Jahr, Titel, Album, Platzierungen, Wochen, Auszeichnungen, Anmerkungen) | Höchstplatzierung, Gesamtwochen, AuszeichnungChartplatzierungen (Jahr, Titel, Album, Platzierungen, Wochen, Auszeichnungen, Anmerkungen) | Anmerkungen |
| Jahr | Titel Album                                                         | US | Country | Anmerkungen |
| ---- | ------------------------------------------------------------------- | --- | --- | ----------- |
| 1960 | Hot Rod Lincoln Hot Rod Lincoln / Three Sheets In The Wind          | US26 (10 Wo.)US | — |             |
| 1963 | Three Sheets In The Wind Hot Rod Lincoln / Three Sheets In The Wind | — | Country30 (1 Wo.)Country |             |
| 1965 | 10 Little Bottles Ten Little Bottles                                | US43 (8 Wo.)US | Country2 (21 Wo.)Country |             |
| 1971 | Here Come The Elephants                                             | — | Country59 (6 Wo.)Country |             |